# Jerzówka
Jerzówka – dawna wieś. Tereny, na których leżała, znajdują się obecnie na Białorusi, w obwodzie witebskim, w rejonie szarkowszczyńskim, w sielsowiecie Jody.

## Historia
W czasach zaborów w powiecie dzisieńskim, w guberni wileńskiej Imperium Rosyjskiego.
W latach 1921–1945 wieś leżała w Polsce, w województwie wileńskim, w powiecie dziśnieńskim (od 1926 w powiecie brasławskim), w gminie Jody.
Według Powszechnego Spisu Ludności z 1921 roku zamieszkiwało tu 126 osób, wszystkie były wyznania prawosławnego i zadeklarowały polską przynależność narodową. Było tu 21 budynków mieszkalnych. W 1931 w 17 domach zamieszkiwało 83 osoby.
Wierni należeli do parafii prawosławnej w Jodach. Miejscowość podlegała pod Sąd Grodzki w Brasławiu i Okręgowy w Wilnie; właściwy urząd pocztowy mieścił się w Jodach.